# Elektronorgtechnica

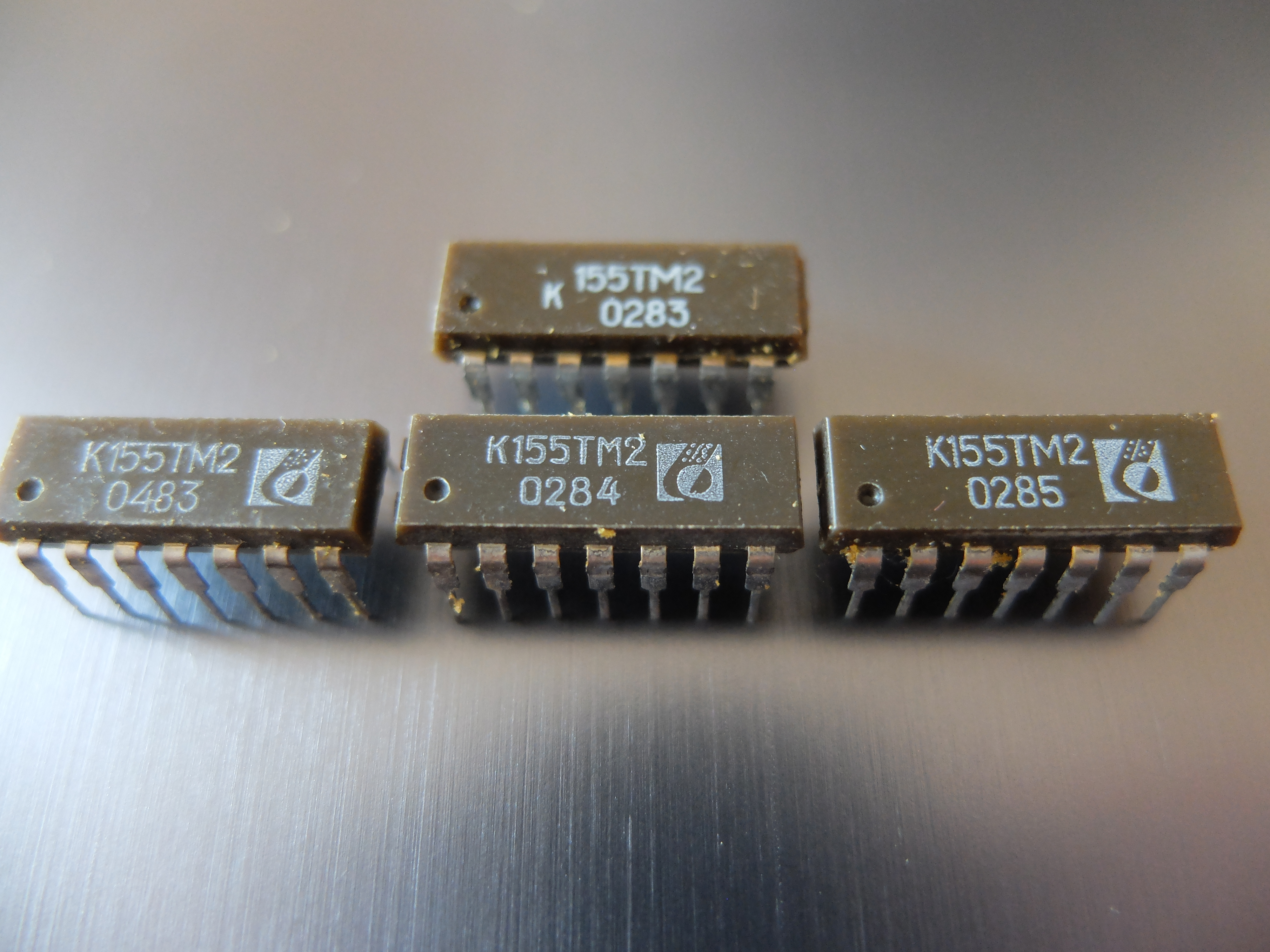
Micro circuit K155TM2 importé par Elektronorgtechnica

Elektronorgtechnica (ou Electronorgtechnica, en russe Всесоюзное Объединение « Электроноргтехника »), aussi abrégé ELORG (Элорг), est une ancienne organisation de l'URSS, qui était chargée de gérer les importations et exportations informatiques du pays. Elle est issue du ministère de l'Export du Logiciel et du Matériel. Le nom de l'entité fait référence à Electronika, une compagnie soviétique produisant du matériel informatique. Les produits de cette société seront par la suite revendus à l'international sous la marque ELORG.
En 1991, Elorg est transformée en une compagnie privée par son directeur Nikoli Belikov. Elorg est vendue à The Tetris Company en janvier 2005 pour 15 millions de dollars.
ELORG a notamment été chargée de gérer la licence et le marketing du jeu Tetris,, inventé par Alekseï Pajitnov à l'Académie des sciences de l'URSS. En effet, sous le régime soviétique, les créations intellectuelles des chercheurs soviétiques revenaient entièrement à l'État, et la création d'ELORG permit de contourner ce système.

## Sources
- Daniel Ichbiah, La Saga des Jeux Vidéo : enquête sur le nouvel Eldorado des jeux vidéo, Paris, Pix'N Love Editions, 1997, 1re éd., 410 p. (ISBN 2-266-08763-0), p. 84-100
- (en) Bill Loguidice et Matt Barton, Vintage Games : An insider look at the history of the most influential games of all time, Boston, Mass., Focal press, février 2009, 1re éd., 408 p. (ISBN 978-0-240-81146-8 et 0-240-81146-1), p. 291-301
- (en) Steven Kent, The Ultimate History of Video Games : From Pong to Pokemon : The Story Behind the Craze That Touched Our Lives and Changed the World, New York, New York, Three Rivers Press, octobre 2001, 1re éd., 624 p. (ISBN 978-0-7615-3643-7), p. 479-481

1. 1 2  Ichbiah 2001, p. 93.
2. ↑  (en) Belikov v. Huhs, No. 12-2-23972-0 SEA, 17 juillet 2014, 5 p. (lire en ligne  [PDF])
3. ↑  Kent 2001, p. 295.